# 1200 (numero)
Milleduecento (1200) è il numero naturale dopo il 1199 e prima del 1201.

## Proprietà matematiche
- È un numero pari.
- È un numero composto dai seguenti divisori: 1, 2, 3, 4, 5, 6, 8, 10, 12, 15, 16, 20, 24, 25, 30, 40, 48, 50, 60, 75, 80, 100, 120, 150, 200, 240, 300, 400, 600 e 1200. Poiché la somma dei suoi divisori (escluso il numero stesso) è 2644 > 1200, è un numero abbondante.
- È un numero di Harshad nel sistema numerico decimale.
- È un numero rifattorizzabile.
- È un numero 20-gonale.
- È un numero intoccabile.
- È un numero pratico.
- È un numero semiperfetto.
- È un numero malvagio.
- È un numero palindromo e un numero a cifra ripetuta nel sistema di numerazione posizionale a base 7 (3333).
- È parte delle terne pitagoriche (49, 1200, 1201), (220, 1200, 1220), (270, 1200, 1230), (336, 1152, 1200), (500, 1200, 1300), (640, 1200, 1360), (720, 960, 1200), (805, 1200, 1445), (900, 1200, 1500), (962, 1200, 1538), (1190, 1200, 1690), (1200, 1260, 1740), (1200, 1375, 1825), (1200, 1600, 2000), (1200, 1683, 2067), (1200, 1820, 2180), (1200, 2090, 2410), (1200, 2250, 2550), (1200, 2356, 2644), (1200, 2755, 3005), (1200, 3500, 3700), (1200, 3654, 3846), (1200, 3910, 4090), (1200, 4420, 4580), (1200, 4928, 5072), (1200, 5561, 5689), (1200, 5940, 6060), (1200, 7150, 7250), (1200, 7452, 7548), (1200, 7955, 8045), (1200, 8960, 9040), (1200, 9964, 10036), (1200, 11970, 12030), (1200, 14375, 14425), (1200, 14976, 15024), (1200, 17980, 18020), (1200, 19982, 20018), (1200, 22484, 22516), (1200, 29988, 30012), (1200, 35990, 36010), (1200, 39991, 40009), (1200, 44992, 45008), (1200, 59994, 60006), (1200, 71995, 72005), (1200, 89996, 90004), (1200, 119997, 120003), (1200, 179996, 180000), (1200, 359999, 360001).

## Astronomia
- 1200 Imperatrix è un asteroide della fascia principale del sistema solare.

## Astronautica
- Cosmos 1200 è un satellite artificiale russo.